# Варрелла, Франко
Франко Варрелла  (итал. Franco Varrella; род. 25 января 1953, Римини, Эмилия-Романья) — итальянский футбольный тренер.

## Карьера
Варелла является воспитанником «Ювентуса». На взрослом уровне футболист дебютировал в составе «Римини». Однако проведя в клубе два сезона он не сумел закрепиться в его составе. Всю оставшуюся часть карьеры игрок провел на любительском уровне.
Став тренером, Варрелла начал работать с юношескими коллективами. Однако постепенно результаты его команд улучшались и специалист перешел к работе со взрослыми. В 1989 году он дебютировал в Серии B с «Брешией». В дальнейшем он трудился во втором по силе дивизионе страны в общей сложности восемь сезонов. Перед стартом Чемпионата Европы 1996 года в Англии Варелла вошел в тренерский штаб Аригго Сакки в сборной Италии. Ранее они пересекались в полулюбительском клубе «Беллария Игеа-Марина», в котором началась карьера тренера Варреллы.
Последней командой в карьере наставника была «Сан-Марино». Спустя десять лет он решил возобновить тренерскую деятельность и возглавил сборную Сан-Марино.
Среди воспитанников Варреллы — Маурицио Нери, Эудженио Корини, Лука Луцарди, Эдоардо Бортолотти, Филиппо Мазолини, Паоло Дзилиани, Луиджи Ди Бьяджо, Ансельмо Роббьяти, Микеле Серена, Массимо Брамбилла, Кристиан Молинаро, Кристиано Дзанетти, Элвис Аббрускато, Симоне Конфалоне, Федерико Пиоваккари.

## Достижения
- Обладатель Кубка Серии C (1): 1990/91
- Победитель Серии C2 (1): 2000/01